# Adolf Dabelow
Adolf Otto Gerhard Dabelow (* 28. Juni 1899 in Magdeburg; † 27. Juli 1984 in Freiburg im Breisgau) war ein deutscher Anatom und Professor für Medizin.

## Leben
Adolf Dabelow, Sohn von Martha Dabelow, geborene Liebner, und des Architekten Car Dabelow, studierte von 1920 bis 1926 Medizin und Zoologie in Freiburg i. B. 1924 erfolgte die Promotion zum Dr. phil. nat. in Zoologie an der Universität Freiburg über Die Schwimmanpassung der Vögel. Ein Beitrag zur biologischen Anatomie der Fortbewegung, 1926 die Promotion zum Dr. med. an der Universität Freiburg, wo er ab 1925 Assistent war. Von 1926 bis 1927 war er in Amsterdam und von 1928 bis 1933 in Kiel tätig. 1929 habilitierte er sich für Anatomie an der Universität Kiel.
Danach war er 1929 bis 1933 Privatdozent für Anatomie an der Universität Kiel, dann Oberassistent an der Universität Marburg. Im Mai 1935 wurde er in Mainz zum nichtbeamteten außerordentlichen Professor ernannt. 1936 wurde er ordentlicher Professor für Anatomie an der Universität München sowie Abteilungsleiter am Anatomischen Institut ebenda. 1936 bis 1943 war er ordentlicher Professor für Anatomie an der LMU München, 1943 bis 1945 ordentlicher Professor für Anatomie an der Medizinischen Fakultät der Universität Leipzig und dort Institutsdirektor. Seit 1946 lehrte er als ordentlicher Professor für Anatomie an der Universität Mainz. Dort war er 1952 bis 1953 Rektor.
Dabelow unterzeichnete das Bekenntnis der Professoren an den deutschen Universitäten und Hochschulen zu Adolf Hitler. Er war Mitglied der SA seit 1933 und Förderndes Mitglied der SS. Am 28. Juli 1937 beantragte er die Aufnahme in die NSDAP und wurde rückwirkend zum 1. Mai desselben Jahres aufgenommen (Mitgliedsnummer 5.024.440). Zudem war er im NSLB von 1934 bis 1937, im NS-Dozentenbund von 1937 bis 1945 und im NS-Altherrenbund von 1940 bis 1944.
Dabelow war ordentliches Mitglied der Bayerischen Akademie der Wissenschaften zu München 1942–1943 und korrespondierendes Mitglied 1943–1984. Außerdem war Dabelow ordentliches Mitglied der Mathematisch-Naturwissenschaftlichen Klasse der Sächsischen Akademie der Wissenschaften zu Leipzig 1944–1945 und korrespondierendes Mitglied 1945–1984. Er war 1953 zum Ehrendoktor (Dr. med. h. c.) der spanischen Universität Salamanca ernannt worden. Nach seiner Emeritierung im Jahr 1968 lebte er in Freiburg im Breisgau.
Adolf Dabelow war evangelisch, ab 1924 mit der zum Dr. phil. nat. promovierten Gabriele Dabelow, geborene Neubauer, verheiratet und hatte drei Kinder (Roswitha, Sigrid und Wiltrud).

## Publikationen (Auswahl)
- Der Scleralring der Sauropsiden, sein phylogenetischer Ursprung und seine ontogenetische Entwicklung, Stuttgart 1926.
- (zus. mit Ernst Horstmann): Handbuch der mikroskopischen Anatomie des Menschen, Bd. 3, Berlin 1957.